# FC Sion
FC Sion (dui. FC Sitten) is een in 1909 opgerichte Zwitserse voetbalclub uit Sion. De club heeft een lange geschiedenis in de hoogste divisie, de Super League. De traditionele kleuren zijn rood en wit. FC Sion is de enige profclub uit het kanton Wallis.

## Geschiedenis
De club stond al dertien keer in de finale van de beker en won deze elke keer. In 2006 deed de club dat zelfs uit de Challenge League, de tweede klasse. Dat was op dat moment een primeur voor Zwitserland. Door de bekerwinsten speelde de club ook vaak Europees voetbal.
FC Sion speelde meestal op het hoogste Zwitserse niveau (toen Nationalliga A geheten), maar kreeg na de dubbel van het kampioenschap en de beker in 1997 te maken met financiële problemen. In 1998 ging de club failliet. Door de overname van de nieuwe eigenaar Gilbert Kadji, mocht FC Sion het nieuwe seizoen vervolgen in de tweede klasse (toen Nationalliga B geheten). In 2000 promoveerde de club weer naar het hoogste niveau. In het seizoen 2001 kon ook de nieuwe eigenaar het financieel niet rond krijgen en werd de club door de bond in 2002 weer teruggezet naar de Nationalliga B. Eigenaar en voorzitter Kadji verlaat dan ook nog de club.
Het duurde vier jaar totdat opnieuw promotie naar de Super League volgde. Sindsdien is FC Sion daar een vaste waarde, al lukte het een paar keer om miraculeus aan degradatie te ontsnappen, onder andere in het seizoen 2011/12 en 2020/21. Beide keren werd uit schier onmogelijke positie als nog de negende plaats behaald. In beide barragedeelnames won FC Sion tegen de runner-up van de Challenge League, waardoor het bij de elite bleef.

### Christian Constantin
Sinds 2003 is Christian Constantin voorzitter van FC Sion. De club is qua financiële zorgen in een rustiger vaarwater gekomen maar de functie van hoofdtrainer is onder Constantin zeer onstabiel gebleken. Voor het seizoen 2007/08 werd er dertien keer gewisseld van hoofdtrainer, gemiddeld twee trainers per seizoen.
Constantin kreeg op 12 oktober 2017 een schorsing van veertien maanden van de Zwitserse voetbalbond, omdat hij in september na de met 2-1 gewonnen wedstrijd bij FC Lugano tv-analist Rolf Fringer had neergeslagen. Bovendien moest hij een boete betalen van 100.000 Zwitserse frank, omgerekend zo'n 86.000 euro.
Constantin mocht zich ruim een jaar bij geen enkele club uit de twee hoogste divisies in Zwitserland vertonen en ook geen interlands bijwonen, omdat hij volgens de Zwitserse bond "de waarden van het voetbal heeft beschaamd". Fringer stond als analist voor de zender Teleclub langs het veld bij het duel tussen FC Lugano en FC Sion in de Super League, toen Constantin plots op hem afstormde. De oud-trainer van VfB Stuttgart en voormalig bondscoach van Zwitserland had eerder die week kritiek geuit op het beleid van Constantin.

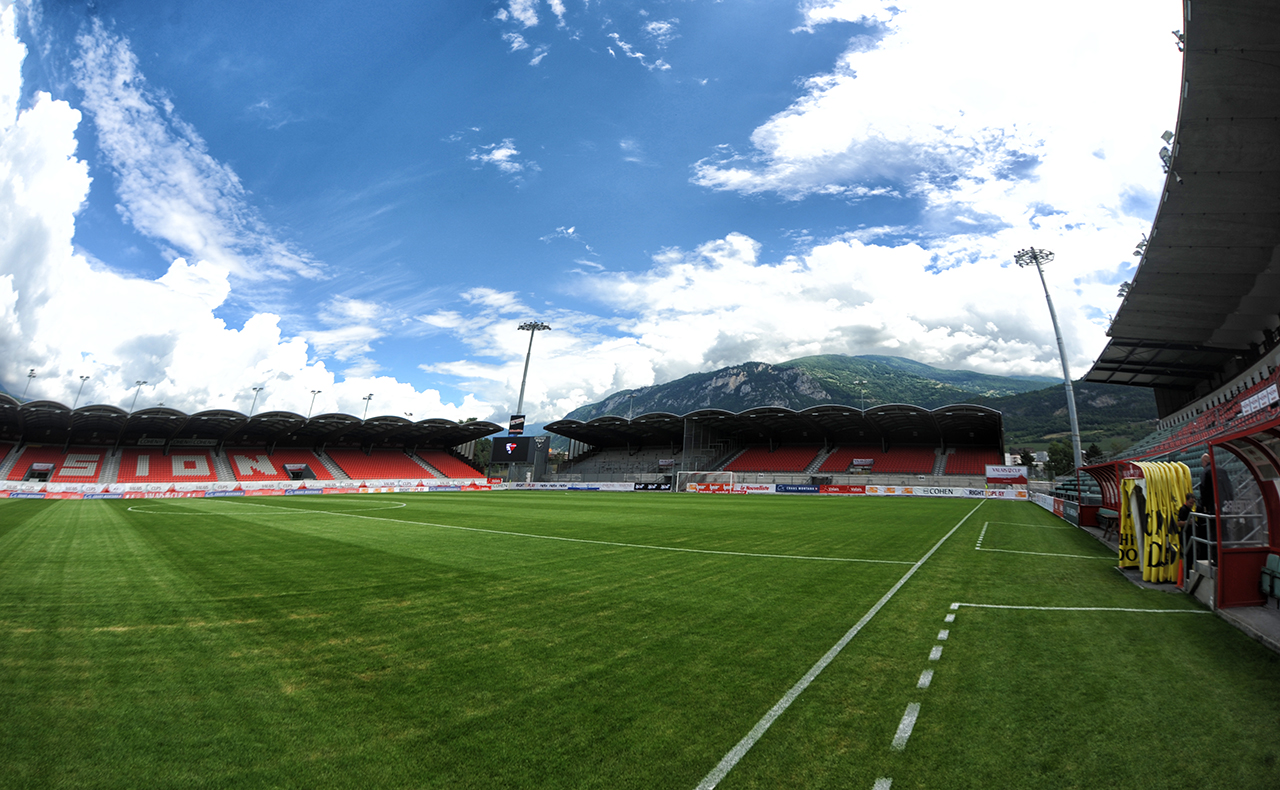
Stade de Tourbillon

## Stadion
FC Sion speelt haar wedstrijden in het Stade de Tourbillon. Er kunnen ongeveer 20.000 toeschouwers in het stadion maar deze bestaat voor de helft uit staanplaatsen. De club kijkt daarom uit naar een nieuw te bouwen stadion, geheel voorzien van zitplaatsen. Beoogde locatie is Riddes in het district Martigny, iets ten zuidwesten van Sion.

## Puntenaftrek
De Zwitserse voetbalbond SFV bestrafte FC Sion in 2011 met een aftrek van maar liefst 36 punten. De club kreeg de straf omdat het niet-speelgerechtigde voetballers had opgesteld. Desondanks eindigde de club nog als negende en voorlaatste in het seizoen 2011/12 en handhaafde zich door in de play-offs promotie/degradatie over twee duels van FC Aarau te winnen.

## Erelijst
- Super League

1992, 1997
- Challenge League

1970
- Schweizer Cup

1965, 1974, 1980, 1982, 1986, 1991, 1995, 1996, 1997, 2006, 2009, 2011, 2015
FC Sion heeft het record met dertien overwinningen in dertien bekerfinales. Dit is nergens in de wereld geëvenaard.

## Geschiedenis
| Periode   | Niveau |
| --------- | ------ |
| 1957–1962 | II     |
| 1962–1969 | I      |
| 1969–1970 | II     |
| 1970–1999 | I      |
| 1999–2000 | II     |

| Periode   | Niveau |
| --------- | ------ |
| 2000–2002 | I      |
| 2002–2006 | II     |
| 2006–2023 | I      |
| 2023–2024 | II     |
| 2024–     | I      |

## Eindklasseringen
- 1957 2e
1. Liga
- 1958 7e
Nationalliga B
- 1959 4e
Nationalliga B
- 1960 9e
Nationalliga B
- 1961 6e
Nationalliga B
- 1962 2e
Nationalliga B
- 1963 12e
Nationalliga A
- 1964 10e
Nationalliga A
- 1965 9e
Nationalliga A
- 1966 8e
Nationalliga A
- 1967 6e
Nationalliga A
- 1968 9e
Nationalliga A
- 1969 13e
Nationalliga A
- 1970 1e
Nationalliga B
- 1971 12e
Nationalliga A
- 1972 7e
Nationalliga A
- 1973 3e
Nationalliga A
- 1974 10e
Nationalliga A
- 1975 5e
Nationalliga A
- 1976 9e
Nationalliga A
- 1977 9e
Nationalliga A
- 1978 6e
Nationalliga A
- 1979 8e
Nationalliga A
- 1980 5e
Nationalliga A
- 1981 8e
Nationalliga A
- 1982 6e
Nationalliga A
- 1983 7e
Nationalliga A
- 1984 3e
Nationalliga A
- 1985 5e
Nationalliga A
- 1986 8e
Nationalliga A
- 1987 3e
Nationalliga A
- 1988 9e
Nationalliga A
- 1989 3e
Nationalliga A
- 1990 8e
Nationalliga A
- 1991 2e
Nationalliga A
- 1992 1e
Nationalliga A
- 1993 6e
Nationalliga A
- 1994 3e
Nationalliga A
- 1995 6e
Nationalliga A
- 1996 2e
Nationalliga A
- 1997 1e
Nationalliga A
- 1998 5e
Nationalliga A
- 1999 9e
Nationalliga A
- 2000 1e
Nationalliga B
- 2001 7e
Nationalliga A
- 2002 8e
Nationalliga A
- 2003 2e
Nationalliga B
- 2004 6e
Challenge League
- 2005 3e
Challenge League
- 2006 2e
Challenge League
- 2007 3e
Super League
- 2008 7e
Super League
- 2009 8e
Super League
- 2010 5e
Super League
- 2011 4e
Super League
- 2012 10e
Super League
- 2013 6e
Super League
- 2014 8e
Super League
- 2015 7e
Super League
- 2016 5e
Super League
- 2017 4e
Super League
- 2018 6e
Super League
- 2019 8e
Super League
- 2020 8e
Super League
- 2021 9e
Super League
- 2022 7e
Super League
- 2023 10e
Super League
- 2024 1e
Challenge League

- Niveau 1
- Niveau 2
- Niveau 3

## Resultaten per seizoen
| Seizoen   | №  | Clubs | Divisie          | Duels | Winst | Gelijk | Verlies | Doelsaldo | Punten | Tsch   |
| --------- | -- | ----- | ---------------- | ----- | ----- | ------ | ------- | --------- | ------ | ------ |
| 2003–2004 | 6  | 17    | Challenge League | 32    | 13    | 11     | 8       | 47–33     | 70     | 5.738  |
| 2004–2005 | 3  | 18    | Challenge League | 34    | 19    | 11     | 4       | 63–33     | 68     | 7.771  |
| 2005–2006 | 2  | 18    | Challenge League | 34    | 22    | 6      | 6       | 61–24     | 72     | 8.174  |
| 2006–2007 | 3  | 10    | Super League     | 36    | 17    | 9      | 10      | 57–42     | 60     | 12.304 |
| 2007–2008 | 7  | 10    | Super League     | 36    | 11    | 10     | 15      | 48–51     | 43     | 11.056 |
| 2008–2009 | 8  | 10    | Super League     | 36    | 9     | 10     | 17      | 44–60     | 37     | 9.383  |
| 2009–2010 | 5  | 10    | Super League     | 36    | 14    | 9      | 13      | 63–57     | 51     | 10.761 |
| 2010–2011 | 4  | 10    | Super League     | 36    | 15    | 9      | 12      | 47–36     | 54     | 10.550 |
| 2011–2012 | 9  | 10    | Super League     | 34    | 15    | 8      | 11      | 40–35     | 17     | 10.276 |
| 2012–2013 | 6  | 10    | Super League     | 36    | 13    | 9      | 14      | 40–54     | 48     | 10.150 |
| 2013–2014 | 8  | 10    | Super League     | 36    | 12    | 7      | 17      | 38–45     | 43     | 6.122  |
| 2014–2015 | 7  | 10    | Super League     | 36    | 12    | 9      | 15      | 47–48     | 45     | 7.978  |
| 2015–2016 | 5  | 10    | Super League     | 36    | 14    | 8      | 14      | 52–49     | 50     | 8.267  |
| 2016–2017 | 4  | 10    | Super League     | 36    | 15    | 6      | 15      | 60–55     | 51     | 9.172  |
| 2017–2018 | 6  | 10    | Super League     | 36    | 11    | 9      | 16      | 53–56     | 42     | 9.922  |
| 2018–2019 | 8  | 10    | Super League     | 36    | 12    | 7      | 17      | 50–55     | 43     | 9.106  |
| 2019–2020 | 8  | 10    | Super League     | 36    | 10    | 9      | 17      | 40–55     | 39     | 5.711  |
| 2020–2021 | 9  | 10    | Super League     | 36    | 8     | 14     | 14      | 48–58     | 38     | –      |
| 2021–2022 | 7  | 10    | Super League     | 36    | 11    | 8      | 17      | 46–67     | 41     | 6.983  |
| 2022–2023 | 10 | 10    | Super League     | 36    | 7     | 10     | 19      | 41–73     | 31     | 8.375  |

## FC Sion in Europa
FC Sion speelt sinds 1965 in diverse Europese competities. Hieronder staan de competities en in welke seizoenen de club deelnam:
- Champions League (2x)

1992/93, 1997/98
- Europa League (4x)

2009/10, 2011/12, 2015/16, 2017/18
- Europacup II (8x)

1965/66, 1974/75, 1980/81, 1982/83, 1986/87, 1991/92, 1995/96, 1996/97
- UEFA Cup (8x)

1973/74, 1984/85, 1987/88, 1989/90, 1994/95, 1997/98, 2006/07, 2007/08
- Intertoto Cup (1x)

1998

## Bekende (oud-)spelers
- Christophe Bonvin
- Georges Bregy
- Stéphane Grichting
- Marc Hottiger
- Johann Lonfat
- Xavier Margairaz
- Marco Pascolo
- Alexandre Rey
- Yvan Quentin
- Raphaël Wicky
- Aurelio Vidmar
- Álvaro Saborío
- Michel Renquin
- Izzet Akgül
- Émile Mpenza
- Ilombe Mboyo
- Geoffrey Mujangi Bia
- Roberto Assis
- Lukas Tudor
- Essam El-Hadary
- Jean-Jacques Eydelie
- Didier Tholot
- Philippe Vercruysse
- Mario Balotelli
- Gennaro Gattuso
- Michael Dingsdag
- George Ogăraru
- Demetris Christofi
- Kyle Lafferty
- Anton Mirantsjoek
- Alexandre Song

### Internationals
De navolgende voetballers kwamen als speler van FC Sion uit voor een Europees vertegenwoordigend A-elftal. Tot op heden is Vilmos Vanczák degene met de meeste interlands achter zijn naam. Hij kwam als speler van FC Sion in totaal 56 keer uit voor het Hongaarse nationale elftal.
| Naam                | Van        | Tot        | Totaal | Nationaal elftal |
| ------------------- | ---------- | ---------- | ------ | ---------------- |
| Sébastien Fournier  | 22.01.1994 | 18.06.1996 | 13     | Zwitserland      |
| Marco Lorenz        | 25.10.1989 | 25.10.1989 | 1      | Zwitserland      |
| Johann Lonfat       | 06.08.1997 | 06.06.1998 | 4      | Zwitserland      |
| Mirsad Baljić       | 06.09.1989 | 10.06.1990 | 5      | Joegoslavië      |
| Alberto Regazzoni   | 02.09.2006 | 25.03.2007 | 3      | Zwitserland      |
| Christophe Bonvin   | 19.05.1987 | 10.11.1996 | 23     | Zwitserland      |
| Marco Grassi        | 06.08.1997 | 06.08.1997 | 1      | Zwitserland      |
| Stefan Wolf         | 06.08.1997 | 10.09.1997 | 4      | Zwitserland      |
| Kamil Grosicki      | 02.02.2008 | 27.02.2008 | 2      | Polen            |
| Yvan Quentin        | 09.09.1992 | 31.08.1996 | 31     | Zwitserland      |
| René Quentin        | 14.11.1964 | 22.06.1973 | 23     | Zwitserland      |
| Sébastien Zambaz    | 20.08.1997 | 11.10.1997 | 4      | Zwitserland      |
| Vilmos Vanczák      | 22.08.2007 | 07.09.2014 | 56     | Hongarije        |
| Gelson Fernandes    | 06.02.2013 | 06.02.2013 | 1      | Zwitserland      |
| Marc Hottiger       | 16.08.1992 | 02.07.1994 | 23     | Zwitserland      |
| Dragan Mrdja        | 11.08.2010 | 11.11.2011 | 6      | Servië           |
| Stephan Lehmann     | 21.06.1989 | 30.04.1997 | 9      | Zwitserland      |
| Raphael Wicky       | 24.04.1996 | 30.04.1997 | 8      | Zwitserland      |
| Anton Weibel        | 26.09.1971 | 04.10.1972 | 3      | Zwitserland      |
| Dominique Cina      | 26.05.1984 | 15.04.1987 | 14     | Zwitserland      |
| Mario Mutsch        | 10.08.2011 | 02.06.2012 | 7      | Luxemburg        |
| Dominique Herr      | 31.03.1993 | 13.03.1996 | 26     | Zwitserland      |
| Alain Geiger        | 19.11.1980 | 19.06.1995 | 47     | Zwitserland      |
| Frédéric Chassot    | 10.02.1997 | 06.06.1998 | 4      | Zwitserland      |
| Blaise Piffaretti   | 02.02.1988 | 14.10.1992 | 22     | Zwitserland      |
| Andris Vaņins       | 12.08.2009 | 31.05.2014 | 40     | Letland          |
| Michel Sauthier     | 29.01.1992 | 29.01.1992 | 1      | Zwitserland      |
| Kyle Lafferty       | 15.08.2012 | 14.11.2012 | 5      | Noord-Ierland    |
| Sanel Kuljić        | 16.08.2006 | 07.02.2007 | 5      | Oostenrijk       |
| Jean-Yves Valentini | 22.06.1973 | 04.12.1974 | 8      | Zwitserland      |
| Georges Perroud     | 22.10.1966 | 26.03.1969 | 9      | Zwitserland      |
| Dimitris Hristofi   | 05.03.2014 | 16.11.2014 | 6      | Cyprus           |
| Émile Mpenza        | 12.08.2009 | 14.10.2009 | 3      | België           |
| Fernand Luisier     | 22.06.1973 | 20.10.1973 | 2      | Zwitserland      |
| Jean Balet          | 10.09.1980 | 10.09.1980 | 1      | Zwitserland      |
| Serge Trinchero     | 21.05.1975 | 08.06.1977 | 16     | Zwitserland      |
| Charles In-Albon    | 05.10.1977 | 16.11.1977 | 3      | Zwitserland      |
| Jacques Barlie      | 13.01.1963 | 13.01.1963 | 1      | Zwitserland      |
| Jean-Paul Brigger   | 05.05.1979 | 14.12.1988 | 17     | Zwitserland      |
| Georges Bregy       | 09.03.1982 | 18.08.1987 | 11     | Zwitserland      |
| Claude Andrey       | 16.12.1980 | 16.12.1980 | 1      | Zwitserland      |
| Vullnet Basha       | 14.08.2013 | 14.08.2013 | 1      | Albanië          |
| François Rey        | 20.09.1989 | 20.09.1989 | 1      | Zwitserland      |

## Trainer-coaches
- Péter Pázmándy (1988–89)
- Michel Decastel (1995–96)
- Alberto Bigon (1996–97)
- Olivier Rouyer (1999)
- Laurent Roussey (2001–02)
- Charly Rössli (2003)
- Didier Tholot (2003–04)
- Gilbert Gress (2004–07)
- Gianni Dellacasa (2007)
- Christophe Moulin (2005–06)
- Néstor Clausen (2006)
- Frédéric Chassot (2006)
- Marco Schällibaum (2006)
- Gabet Chapuisat (2006–07)
- Alberto Bigon (2007)
- Charly Rössli (2007–08)
- Maurizio Jacobacci (2008)
- Alberto Bigon (2008)
- Uli Stielike (2008)
- Christian Constantin (2008)
- Umberto Barberis (2008–09)
- Didier Tholot (2009–10)
- Bernard Challandes (2010–11)
- Laurent Roussey (2011–12)
- Sébastien Fontbonne (2012)
- Vladimir Petković (2012)
- Sébastien Fournier (2012)
- Michel Decastel (2012)
- Pierre-André Schürmann (2012)
- Víctor Muñoz (2012-2013)
- Gennaro Gattuso (2013)

FC Basel · 
Grasshoppers · 
Lausanne-Sport ·
FC Lugano · 
FC Luzern · 
Servette FC ·
FC Sion · 
FC St. Gallen · 
FC Winterthur ·
Young Boys · 
Yverdon-Sport ·
FC Zürich
- Système universitaire de documentation: 260768944
- Virtual International Authority File: 265737904